# Batorówka w Grodnie
Batorówka w Grodnie (także: Pałac Batorego, Dom Stefana Batorego, Pałac Trybunalski, pałac Sapiehów lub pałac Brzostowskich); biał. Палац Сапегаў lub Баторыеўка, także: Дом караля Стэфана Баторыя – pałac znajdujący się na rogu ulic Karola Marksa i Stefana Batorego w Grodnie, obok Bazyliki katedralnej św. Franciszka Ksawerego (plac Sowiecki 4).

## Historia
Pierwszy pałac zbudowany został w tym miejscu po 1579 roku. Podczas gdy przebudowywany był Stary Zamek w Grodnie, swoją rezydencję miał w nim mieć król Stefan Batory (stąd nazwa „Batorówka”). Legenda głosi, że król zmarł w tym budynku. Gmach ten miał plan litery L. Od strony dziedzińca oba człony budowli miały krużganki: część główna na parterze i pierwszy piętrze - pięcioarkadowy, część boczna tylko na parterze - czteroarkadowy. Następnie pałac został rozbudowany w 1 połowie XVII wieku i być może przy jego budowie brał udział Giovanni Battista Gisleni z kręgu architektów dworu króla Władysława IV. Wskazuje na to ukształtowanie obszernego westybulu i monumentalnych dwuskrzydłowych schodów pod piętrową loggią od strony dziedzińca, które swoją formą nie miały analogii w żadnym pałacu z terenów Rzeczypospolitej połowy XVII wieku.
W czasie, gdy pałac należał do wojewody Michała Józefa Sapiehy apartamenty w czasie Sejmu zajmował tu król August II Mocny. Do czasu ukończenia budowy Nowego Pałacu w drugim pałacu Sapiehów na tyłach ich pałacu od strony rynku odbywały się sejmy (w specjalnie zbudowanej Sali Sejmowej od strony obecnej ul. Marksa) oraz posiedzenia Senatu. Z Batorówką stojącą od strony rynku znajdujący się na tyłach Pałac Sapiehów był połączony dwoma drewnianymi piętrowymi łącznikami z pomieszczeniami dla dworu. W roku 1726 dostawiono do pałacu zaprojektowany przez Joachima Daniela Jaucha drewniany pięcioprzęsłowy krużganek łączący nad ulicą zespół pałacowy z kościołem Jezuitów. Senatorowie, posłowie i publiczność wchodzili do gmachów sejmowych od strony ulicy Brygidzkiej.
Sejm w nowych budynkach na tyłach pałacu Sapiehów odbył się w terminie od 3 października do 17 listopada 1718 roku.
W 1775 roku w budynku miał posiedzenia Trybunał Główny Wielkiego Księstwa Litewskiego. W końcu XVIII wieku pałac kupił podskarbi Michał Brzostowski i następnie był własnością jego potomków. Rosjanie skonfiskowali im pałac w roku 1832 po powstaniu listopadowym. Po pożarze w roku 1885 budynek odbudowano tylko częściowo, niszcząc przy tym jego dawne piękno. Kolejne zniszczenia przyniosły lata II wojny światowej i późniejsza odbudowa. Obecnie mieści się w nim Akademia Medyczna i budynek niczym się nie wyróżnia spośród otaczającej go zabudowy.

## Galeria

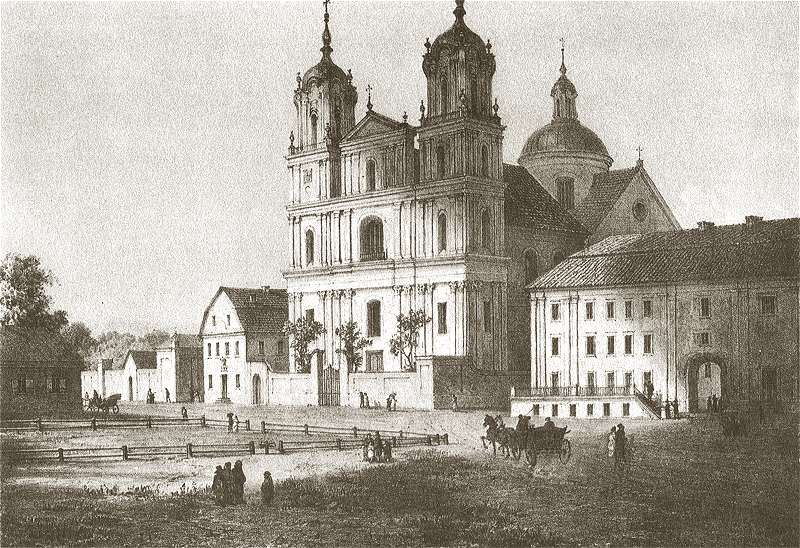
Kościół św. Franciszka Ksawerego i pałac w XIX wieku, Napoleon Orda
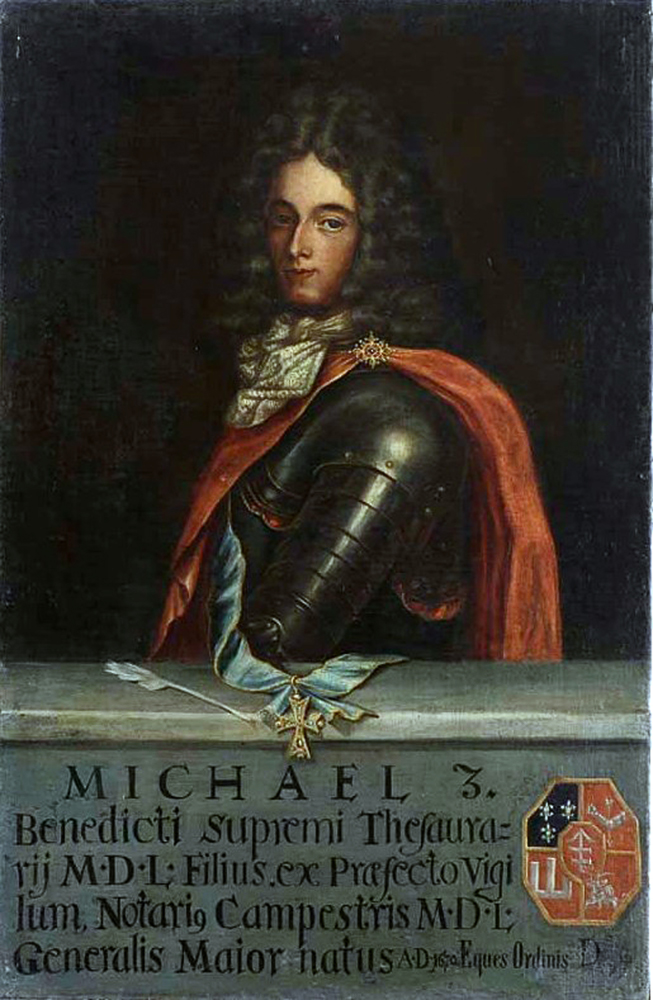
Michał Józef Sapieha
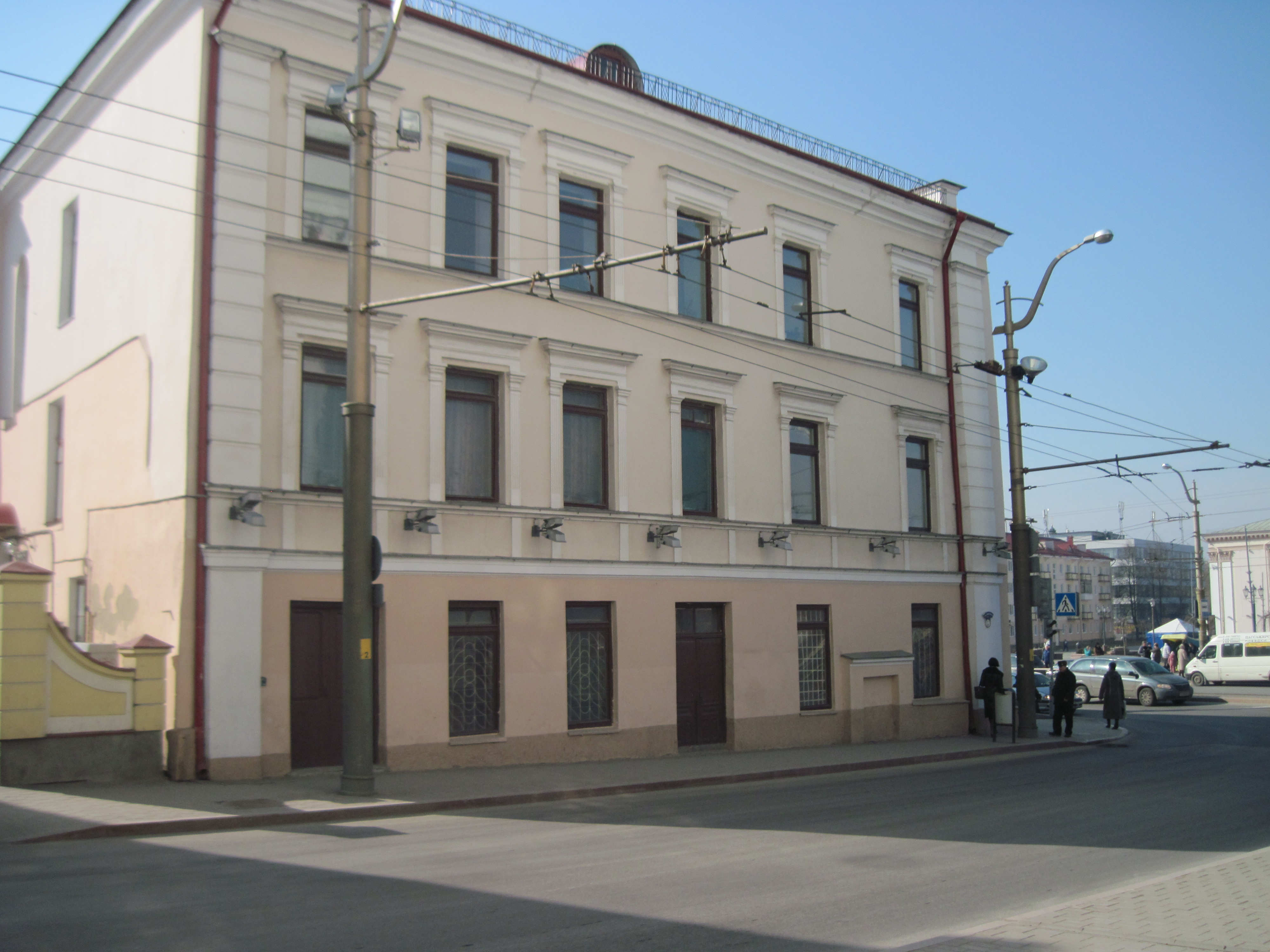
Fasada budynku od strony kościoła
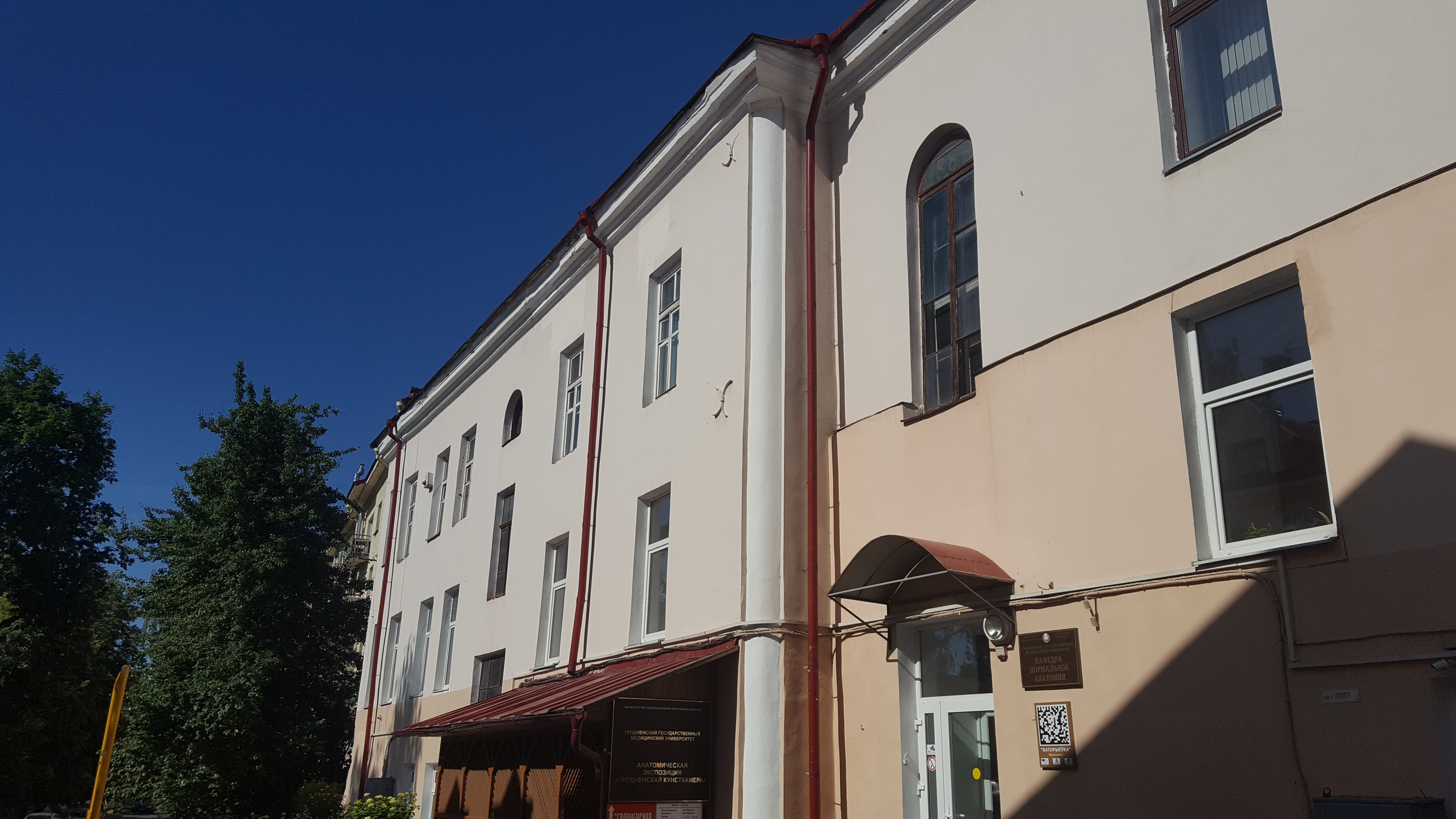
Elewacja tylna
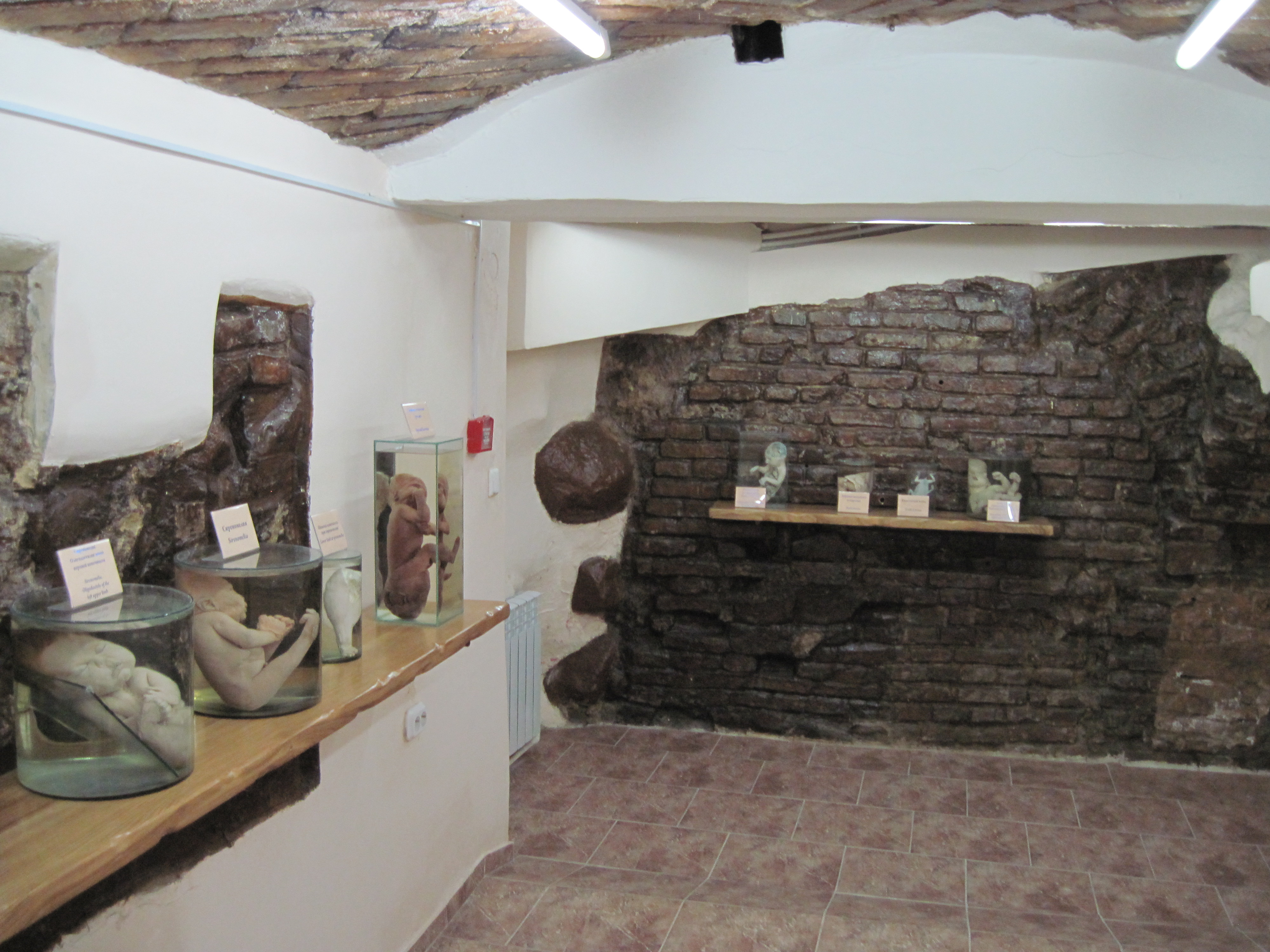
Ekspozycja muzealna
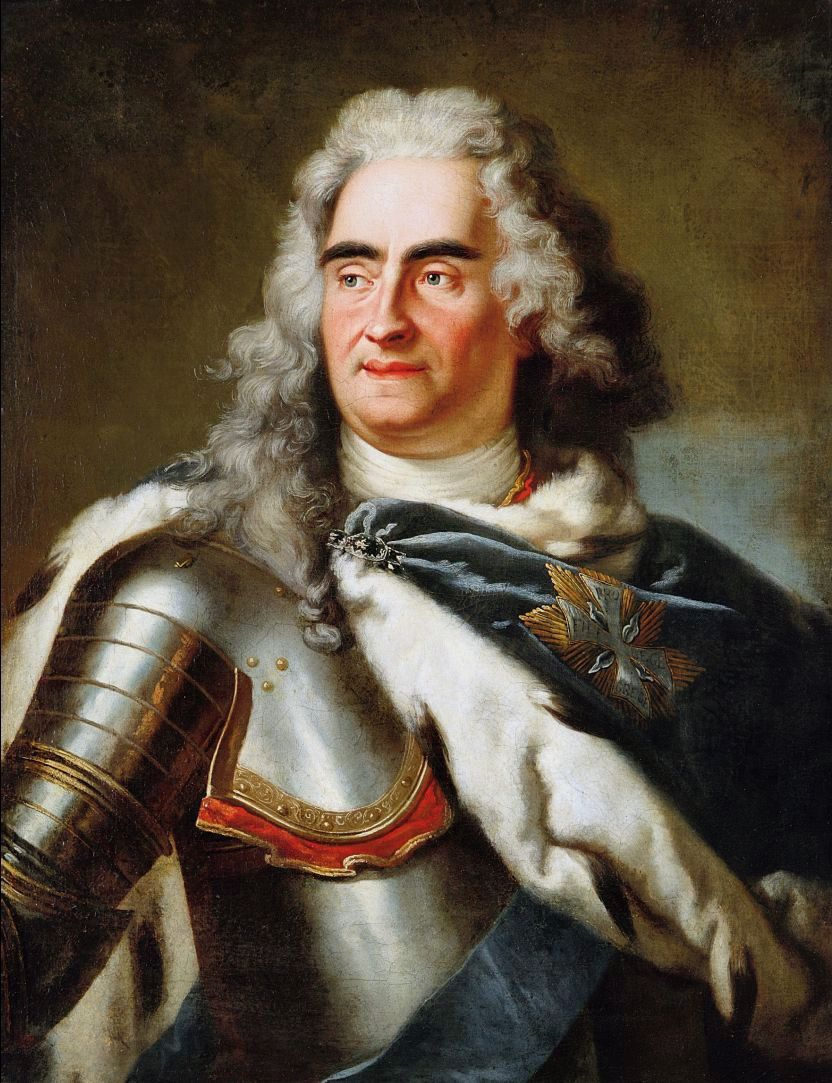
król August II Mocny, którego apartamenty mieściły się w Batorówce
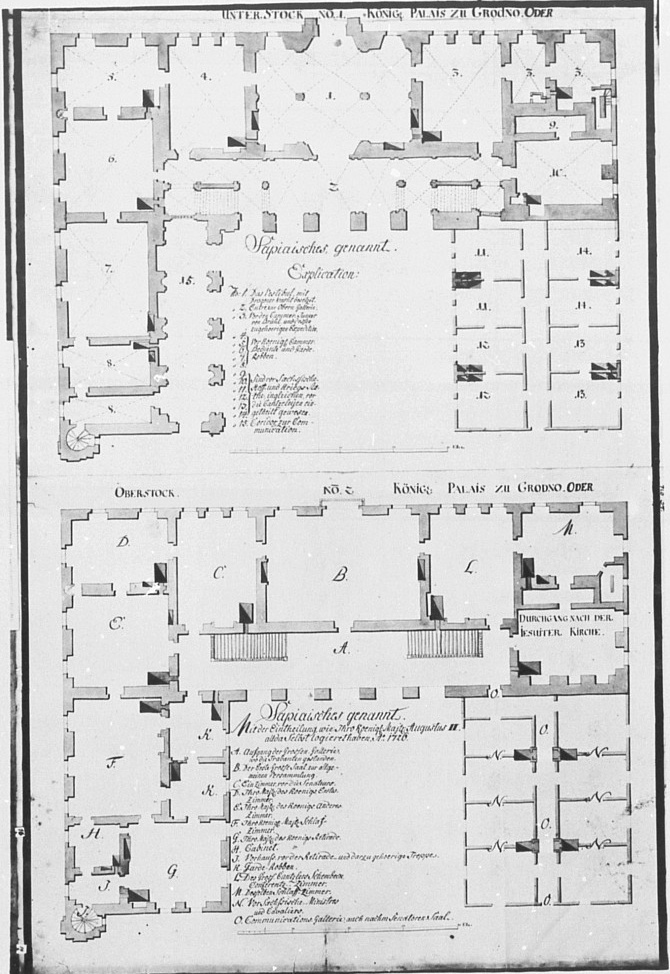
Plan z 1716 roku